# Thái Bạch, Bảo Kê
Thái Bạch  (tiếng Trung phồn thể: 太白縣, tiếng Trung giản thể: 太白县, Hán Việt: Thái Bạch huyện) là một huyện nằm ở phía tây địa cấp thị Bảo Kê, tỉnh Thiểm Tây, Trung Quốc. Huyện này có diện tích 2780 km², dân số năm 2019 là 52.000 người. Huyện Thái Bạch được chia thành 7 trấn.